# Lijst van Stolpersteine in Moerdijk
De lijst van Stolpersteine in Moerdijk geeft een overzicht van de gedenkstenen die in de gemeente Moerdijk in de Nederlandse provincie Noord-Brabant zijn geplaatst in het kader van het Stolpersteine-project van de Duitse beeldhouwer-kunstenaar Gunter Demnig.
Stolpersteine zijn opgedragen aan slachtoffers van het nationaalsocialisme, al diegenen die zijn vervolgd, gedeporteerd, vermoord, gedwongen te emigreren of tot zelfmoord gedreven door het nazi-regime. Demnig legt voor elk slachtoffer een aparte steen, meestal voor de laatste zelfgekozen woning.
Omdat het Stolpersteine-project doorloopt, kan deze lijst onvolledig zijn.

## Stolpersteine
In de gemeente Moerdijk liggen drie Stolpersteine: een in Moerdijk en twee in Zevenbergen.

### Moerdijk
In Moerdijk ligt een Stolperstein.
| Afbeelding | Inscriptie | Adres                   | Herdachte persoon        |
| ---------- | --- | ----------------------- | ------------------------ |
|            | HIER WOONDE ZUSTER CHARITAS 'THÉRÈSE BOCK' GEB. 1909 GEARRESTEERD 2-8-1942 BREDA VERMOORD 30-9-1942 AUSCHWITZ | Steenweg 49 Kaart (OSM) | Thérèse Bock (1909-1942) |

### Zevenbergen
In Zevenbergen liggen twee Stolpersteine op een adres.
| Afbeelding | Inscriptie                                                                                                   | Adres                     | Herdachte persoon                         |
| ---------- | --- | ------------------------- | ----------------------------------------- |
|            | HIER WOONDE JONAS DAVID VAN STRATEN GEB. 1908 GEÏNTERNEERD 10-4-1943 VUGHT VERMOORD 16-2-1944 AUSCHWITZ      | Noordhaven 74 Kaart (OSM) | Jonas David van Straten (1908-1944)       |
|            | HIER WOONDE ESJE VAN STRATEN- VAN GELDEREN GEB. 1871 GEÏNTERNEERD 10-4-1943 VUGHT VERMOORD 14-5-1943 SOBIBOR | Noordhaven 74 Kaart (OSM) | Esje van Straten-van Gelderen (1871-1943) |

## Data van plaatsingen
- 4 mei 2022: Zevenbergen, twee Stolpersteine op Noordhaven 74
- 9 november 2022: Moerdijk, een Stolperstein op Steenweg 49